# Siparunaceae
Siparunaceae là một họ trong thực vật có hoa. Họ này chỉ được một số ít các nhà phân loại học thực vật công nhận. Các loài trong chi này thường hay được đưa vào trong họ Monimiaceae.
Hệ thống APG II năm 2003 (không thay đổi so với hệ thống APG năm 1998), công nhận họ này và đặt nó trong bộ Nguyệt quế (Laurales) của nhánh magnoliids. Họ này bao gồm 2 chi các loài cây gỗ có chứa tinh dầu là: Glossocalyx longicuspis ở Tây Phi và Siparuna (có thể gộp cả Bracteanthus) với khoảng 74 loài trong khu vực nhiệt đới châu Mỹ. Chúng có các lá đơn thường xanh, mọc đối. Hoa đơn tính cùng gốc hay khác gốc. Quả là dạng quả phức.
Tên gọi chính thức trong tiếng Việt hiện tại không có, nhưng tên gọi đàn quán hoa (坛罐花) trong tiếng Trung có thể là một cơ sở để đặt tên trong tiếng Việt.